# RE-AIM
RE-AIM är ett ramverk för planering, genomförande och utvärdering av folkhälsoinsatser av olika slag. Ramverket kan även användas till andra typer av insatser där det finns identifierbara målgrupper, t.ex. arbetsmarknadsinsatser. Ramverket är framtaget av Russel E. Glasgow m.fl.
RE-AIM som är en akronym, består av de fem dimensionerna:
- Reach (Vilka når vi?)
- Effectiveness (Blir de vi når påverkade att ändra beteende?)
- Adoption (Kommer olika aktörer att arbeta för att realisera insatsen?)
- Implementation (Kommer aktörer att införa projektets intentioner i sina målgrupper?)
- Maintenance (Kommer det att uppstå beteendeförändringar i målgrupperna som håller över tid?)

Tillsammans utgör dimensionerna den totala hälsoeffekten som en folkhälsoinsats har. En folkhälsoinsats som är lyckosam i alla de fem dimensionerna kan betraktas som en framgångsrik folkhälsoinsats. Ett misslyckande i en av aspekterna leder till lägre eller uteblivna totalresultat. RE-AIM mäter resultat både på individnivå och organisations- eller samhällsnivå. Var och en av dimensionerna kan mätas på en intervallskala mellan 0 och 1 (om kvantifierbara data finns att tillgå). Användning av både kvantitativa och kvalitativa mått är betydelsefullt för en optimal användning av ramverket.

## Dimensioner
- Reach utgör ett individmått som mäter hur många i målgruppen som påverkas av insatsen. Viktigt är att definiera målgruppen noggrant och att ha tillgång till populationsdata för att kunna göra ungefärliga uppskattningar. Av särskild vikt i folkhälsoinsatser är att göra en bedömning av om det är de personer som har störst behov av insatsen som får ta del av den. Projekt som har väldefinierade målgrupper och där det går att identifiera hur många som ingår är givetvis lättare att bedöma.
- Effectiveness utgör ett individmått som avser att mäta effekterna av en insats. Två viktiga områden bör inkluderas: Att bedöma positiva och negativa effekter av en insats samt att bedöma beteendeförändringar, upplevd livskvalitet och kliniska data.
- Adoption utgör ett organisationsmått som avser att mäta hur många organisationer som accepterar och bidrar till ett införande av insatsen. Data som används här är ofta intervjuer. Det är viktigt att undersöka vilka barriärer som finns och som gör att organisationen inte accepterar insatsen.
- Implementation utgör dels ett individmått, dels ett organisationsmått som avser att mäta hur väl en insats genomförs i förhållande till de intentioner som fanns. På individnivå mäts hur många som deltog i hela insatsen medan det på organisationsnivå avser att mäta hur väl insatspersonalen levererar insatsen till deltagarna.
- Maintenance utgör dels ett individmått, dels ett organisationsmått som avser att mäta de långsiktiga effekterna av insatsen. På organisationsnivå mäts hur väl insatsen blivit en del av den vardagliga rutinen och hur organisationskulturen påverkats.

## Ramverkets användningsområden
Ramverket används oftast vid utvärderingar av insatser av folkhälsokaraktär inom olika områden. Exempel på insatser är forskningsprojekt inom hälso- och sjukvård eller lokala folkhälsoprojekt. RE-AIM har en webbsida - http://re-aim.org/ - där publicerade forskningsartiklar är tillgängliga.